# Medalla por Servicio Impecable
La Medalla por Servicio Impecable (en ruso: Медаль «За безупречную службу») es una condecoración militar soviética por servicio prolongado otorgado a los miembros meritorios del personal militar de las Fuerzas Armadas de la Unión Soviética, del Ministerio de Asuntos Internos de la URSS y del Ministerio de Protección del Orden Público de la URSS, para reconocer veinte (1.er grado), quince (2.do grado) y diez (3.er grado) años de fiel e impecable servicio al Estado, establecida por decreto del Presídium del Sóviet Supremo de la Unión Soviética el 25 de enero de 1958.

## Historia
Incluso antes del final de la Segunda Guerra Mundial, el Presídium del Sóviet Supremo de la URSS, mediante decreto del 4 de junio de 1944, introdujo un procedimiento para otorgar órdenes y medallas a los militares del Ejército Rojo por la duración del servicio. El decreto disponía la concesión de la Medalla al Mérito Militar por diez años de servicio impecable, la Orden de la Estrella Roja por quince años de servicio impecable, la Orden de la Bandera Roja por veinte años y la Orden de Lenin por veinticinco años de servicio. Durante treinta años de impecable servicio, se pensó en volver a otorgar la Orden de la Bandera Roja.
Los premios militares por antigüedad en el servicio se han generalizado. Por ejemplo, la Orden de la Bandera Roja fue otorgada alrededor de 300 mil veces por la duración del servicio. Tales premios masivos redujeron en gran medida el prestigio de los premios militares honorarios. Por ello, en 1957, se decidió dar por terminada la concesión de órdenes y medallas «Al Mérito Militar» por antigüedad en el servicio. En cambio, cada uno de los tres departamentos del poder soviético (el Ministerio de Defensa de la URSS, el Ministerio del Interior de la URSS y el Comité de Seguridad del Estado de la URSS), mediante una sola orden del 25 de enero de 1958, estableció su propia medalla departamental «Por un servicio impecable».
El autor del diseño de la medalla es el artista Nikolái Moskalev.

## Estatuto
De acuerdo con las regulaciones, la medalla se otorga a los militares del ejército soviético, la Armada, las tropas y los cuerpos del Ministerio del Interior de la URSS, las tropas y los órganos del Comité de Seguridad del Estado dependiente del Consejo de Ministros de la URSS por haber trabajado en las estructuras pertinentes durante al menos diez años y no tener sanciones durante el período de servicio.
Los organismos encargados de  otorgar la medalla eran el ministro de Defensa de la URSS, el ministro del Interior de la URSS o el presidente del Comité de Seguridad del Estado de la URSS.
La Medalla por servicio impecable consta de tres grados:    
- Medalla 1.er grado (por 20 años de servicio impecable)
- Medalla 2.do grado (por 15 años de servicio impecable)
- Medalla 3.er grado (por 10 años de servicio impecable)

El grado más alto de la medalla es el 1.er grado. La adjudicación se realiza de forma secuencial: primero el tercero, luego el segundo y finalmente el primer grado. Sin embargo, las personas que ya hayan cumplido quince o veinte años cuando se instituyó la medalla pueden recibir inmediatamente, respectivamente, el segundo o el primer grado de la medalla.
La Medalla por Servicio Impecable se lleva en el lado izquierdo del pecho y, en presencia de otras órdenes y medallas de la URSS, se coloca después de ellas en orden secuencial de la primera a la tercera clase. Si se usa en presencia de órdenes o medallas de la Federación de Rusia, estas últimas tienen prioridad.
Cada medalla venía con un certificado de premio, este certificado se presentaba en forma de un pequeño folleto de cartón de 8 cm por 11 cm con el nombre del premio, los datos del destinatario y un sello oficial y una firma en el interior.

## Descripción

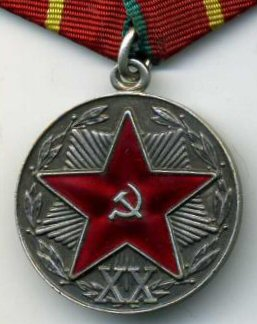
Medalla por un servicio impecable de 1.ª clase. Variante de KGB, tipo 2

La medalla tiene la forma de un círculo regular con un diámetro de 32 mm y un borde elevado por ambas caras. 
En el anverso de la medalla, en el centro, hay una estrella de cinco puntas con haces de rayos que divergen de los ángulos obtusos de la estrella. En el centro de la estrella hay una hoz y un martillo. Alrededor de la circunferencia, la estrella está rodeada por una corona de hojas de laurel. El anverso de la medalla tiene el mismo diseño para todos los tipos y variedades de todos los departamentos que la establecieron. La excepción es el segundo tipo de medallas que estableció el Comité de Seguridad del Estado. En este tipo, en la parte inferior del anverso, entre los rayos inferiores de la estrella, aparecen los números romanos "XX", "XV" o "X" en los grados I, II y III de la medalla, respectivamente.
La medalla de primera clase está hecha de plata (primeras ediciones de la medalla de 1958 a 1965) o de latón plateado (ediciones posteriores de la medalla). La superficie de la estrella de cinco puntas de la medalla de 1.er grado está cubierta de esmalte rojo (a excepción de la hoz y el martillo en el centro). La medalla de 2.do grado está hecha de latón. Toda la superficie de la medalla, a excepción de la estrella de cinco puntas, está plateada. La medalla de 3.er grado está hecha de latón. No hay plateado para este tipo de medalla. El reverso de la medalla es diferente para cada uno de los tres departamentos que la establecieron.
- En el reverso de la medalla del Ministerio de Defensa, la inscripción circular en relieve a lo largo de la circunferencia superior de la medalla, «FUERZAS ARMADAS» (en ruso: «ВООРУЖЕННЫЕ СИЛЫ»), en la parte inferior, la inscripción «URSS» (en ruso: «СССР»). En el centro, la inscripción en relieve en cuatro líneas «POR (10, 15 o 20) AÑOS DE SERVICIO IMPECABLE» (en ruso: «ЗА (10, 15, 20) ЛЕТ БЕЗУПРЕЧНОЙ СЛУЖБЫ») sobre una pequeña estrella de cinco puntas.

- En el reverso de la medalla del Ministerio del Interior, en la parte superior, una pequeña estrella en relieve de cinco puntas, en la parte inferior, la inscripción "MVD USSR" (en ruso: «МВД СССР»). En el centro, la inscripción en relieve en tres líneas "POR (10, 15 o 20) AÑOS DE SERVICIO IMPECABLE" (en ruso: «ЗА (10, 15, 20) ЛЕТ БЕЗУПРЕЧНОЙ СЛУЖБЫ»).

- En el reverso de la medalla del Ministerio de Protección del Orden Público, en la parte superior, una pequeña estrella en relieve de cinco puntas, en la parte inferior, la inscripción "MOOP" (en ruso: «МООП»). En el centro, la inscripción en relieve en tres líneas "POR (10, 15 o 20) AÑOS DE SERVICIO IMPECABLE" (en ruso: «ЗА (10, 15, 20) ЛЕТ БЕЗУПРЕЧНОЙ СЛУЖБЫ»).

La medalla está asegurada por un anillo a través del bucle de suspensión de la medalla a una montura pentagonal soviética estándar cubierta por una cinta de muaré de seda roja de 24 milímetros de ancho con franjas de borde verde de 2 milímetros de ancho. La cinta para la medalla de 1.er grado tenía una sola raya amarilla central de 2 milímetros de ancho; la cinta para la medalla de 2.do gradoe y dos franjas amarillas centrales de 2 milímetros de ancho separadas por 2 mm; la cinta para la medalla de 3.er grado tenía tres franjas amarillas centrales de 2 milímetros de ancho separadas por 2 mm.

## Medallas y cintas
| 1.er grado Anverso  | 1.er grado Reverso                         | 2.do grado Anverso | 2.do grado Reverso      | 3.er grado Anverso | 3.er grado Reverso    |
| ------------------- | ------------------------------------------ | ------------------ | ----------------------- | ------------------ | --------------------- |
|                     |                                            |                    |                         |                    |                       |
| Común               | Ministerio de Protección del Orden Público | Común              | Ministerio del Interior | Común              | Ministerio de Defensa |
| Cinta de la medalla |                                            |                    |                         |                    |                       |
|                     |                                            |                    |                         |                    |                       |